# Baillargues
Baillargues település Franciaországban, Hérault megyében. Lakosainak száma 7793 fő (2022. január 1.). Baillargues Castries, Mauguio, Mudaison, Saint-Aunès, Saint-Brès és Vendargues községekkel határos.

## Népesség
A település népességének változása:
| Lakosok száma | 1243 | 2632 | 4375 | 5968 | 6712 | 7105 | 7754 | 7654 | 7600 | 7793 |
|               | 1968 | 1982 | 1990 | 2006 | 2013 | 2015 | 2017 | 2019 | 2020 | 2022 |